# Opération Bulbasket
Pendant la Seconde Guerre mondiale
L’opération Bulbasket est menée à la fin de la Seconde Guerre mondiale par des commandos britanniques, les Special Air Service (SAS), dès le début du débarquement en Normandie (6 juin 1944), sur les arrières allemands, dans le département français de la Vienne. La mission des 59 hommes commandés par le capitaine Tonkin est de gêner les communications allemandes dans ce département traversé par deux importants axes de communication Nord-Sud, la route nationale 10 et la voie ferrée Paris-Bordeaux, pour retarder le plus possible l’arrivée des renforts allemands venant du sud de la France et allant vers la Normandie. Les missions secondaires sont d’attaquer des objectifs d’opportunité, convois, dépôts, ouvrages d’art.
La mission réussit : la 2e division SS Das Reich met trois semaines, au lieu des trois jours estimés comme nécessaires, pour remonter de Toulouse à la Normandie. Plusieurs objectifs secondaires sont attaqués avec succès. Mais début juillet, le camp du commando établi en forêt de Verrières est attaqué par les SS, et les 31 prisonniers sont fusillés en forêt de Saint-Sauvant.

## Contexte et préparation de la mission
Les SAS sont  un corps de commandos créés en Afrique en juillet 1941, par l’Écossais David Stirling. Ils mènent en uniforme de nombreuses opérations de sabotage sur les arrières de l’Afrika Korps,. En 1944, l’état-major allié dispose donc de troupes entraînées intensivement, avec près de trois ans d’expérience de ce genre d’opérations. Le SAS compte alors cinq régiments : les deux premiers formés de Britanniques et ressortissants de l’Empire britannique, les deux suivants formés de Français, et le cinquième recrutant des Belges.
En mai 1944, l’état-major général décide d’utiliser le SAS pour de multiples opérations de sabotages derrière les lignes allemandes. Les SAS sont largués sur un vaste arc allant de la Bretagne à la frontière suisse, avec pour mission de rompre les lignes de communication allemandes, afin de gêner au maximum la remontée vers la Normandie des unités stationnées au sud. Le secteur de Poitiers est attribué à l’escadron B du 1er régiment SAS.
L’officier commandant l’escadron B est le capitaine John Tonkin ; son adjoint est Richard Crisp. Ils sont briefés sur l’opération à Londres le 1er juin 1944, soit quatre jours avant le débarquement (initialement prévu le 5 juin). Ils passent les deux jours suivants au quartier-général du Special Operations Executive, dont les agents de la section F, placés sous le commandement du capitaine Amédée Maingard, alias « Samuel », sont déjà à pied d’œuvre dans la zone concernée et agissent en liaison avec les FTP et l’Armée secrète. Tonkin reçoit aussi une liste de cibles ferroviaires, venant du quartier général du SAS.
Contrairement aux opérations de 1942 et 1943, les SAS disposent en 1944 d’un excellent matériel radio, et en font un usage abondant. Cela permet un ravitaillement rapide, et de demander (dans les deux sens) des opérations ponctuelles non-prévues, à la suite de la collecte d’un renseignement. Yann Lagadec donne ainsi l’exemple de deux objectifs strafés par la RAF respectivement six heures et quatre heures après transmission de leur position par le commando.

## Déroulement de la mission
Dans un premier temps, Tonkin est transporté en France avec quatre de ses hommes par un Handley Page Halifax du squadron 161 de la RAF, affecté aux missions spéciales. La zone de largage se situe dans la Brenne, 19 milles au sud-ouest de Châteauroux. Son avion atterrit à 1 h 37, le 6 juin 1944, à côté de Les Cherpes, près de Moncousinat, au nord-ouest de Saint-Gaultier, où il est accueilli par le capitaine Maingard,. Le reste du commando est parachuté dans huit endroits différents et éloignés les uns des autres :
- dans la nuit du 7 au 8 juin, neuf hommes sautent entre Bouesse et Neuvy-Saint-Sépulcre, dans l’Indre (donc près de la zone de largage de Tonkin)[7] ;
- dans la nuit du 10 au 11 juin : trois hommes atterrissent à Noyant-de-Touraine (sud de l’Indre-et-Loire), quatre autres à Cenon-sur-Vienne (Vienne), cinq à Parthenay et trois à Airvault (Deux-Sèvres)[7] ;
- dans la nuit du 11 au 12 juin : douze hommes atterrissent entre Sillars et Saulgé (sud de la Vienne) et treize entre Azat-le-Ris et Le Dorat (Haute-Vienne)[7] ;
- enfin, dans la nuit 17 au 18 juin, un lot important est déposé sur la zone de largage de la Coupe, près de la Font-d’Usson (commune d’Usson-du-Poitou) : quatre hommes et quatre Jeeps armées de mitrailleuses Vickers, avec assez de carburant pour parcourir plus de mille kilomètres[8].

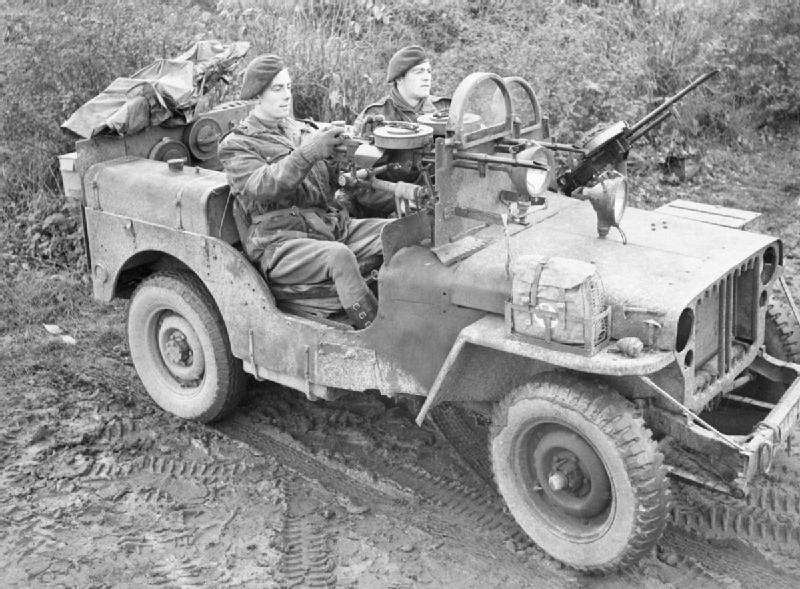
Une Jeep du SAS armée d’une du type utilisé durant l’opération Bulbasket.

Le commando se concentre dans la Vienne, où le maquis Amilcar lui fournit onze hommes pour le guider. Dès qu’il est regroupé, l’escadron du SAS travaille à empêcher les renforts allemands de rejoindre la Normandie. Ses équipes attaquent le réseau ferroviaire, posent des mines, font des patrouilles en jeeps, entraînent les membres de la Résistance française. Le 10 juin, des cheminots de la SNCF indiquent à Tonkin qu’un train comprenant 11 citernes de carburant est stationné sur une voie de la gare de Châtellerault. Ces réserves sont destinées à la 2e division SS Das Reich. Le lieutenant Tomos Stephen est envoyé confirmer le renseignement : après un aller-retour à bicyclette de cent vingt kilomètres, il confirme l’importance de l’objectif, et celle de sa protection, qui rend impossible une attaque par les SAS. Tonkin contacte la RAF, qui envoie douze Mosquitos bombarder l’objectif. Le bombardement est un succès complet,.
Pour éviter que leur camp soit repéré par les Allemands, ou trahi par des indiscrétions ou encore repéré par des goniomètres, Tonkin change régulièrement d’emplacement. Chaque camp doit disposer d’une source de ravitaillement en eau, et être à proximité d’une zone de parachutage pour réceptionner du ravitaillement. Le camp proche de Verrières est proche de la zone de La Font-d’Usson et dispose d’un ravitaillement en eau suffisant. Il est utilisé par le SAS du 25 juin au 1er juillet 1944. La population locale est au courant, et Maingard prévient Tonkin que si les habitants sont au courant, des informateurs ne tarderont pas à prévenir les Allemands. Un nouveau déplacement est ordonné pour le sud du bois des Cartes. Il est proche de la même DZ, où un important ravitaillement par air est attendu dans la nuit du 3 au 4 juillet. Mais à leur arrivée au camp, le puits qui devait les alimenter se révèle insuffisant, et Tonkin décide de retourner au camp de Verrières jusqu’à ce qu’un emplacement adapté soit trouvé.
Le commando se livre à diverses opérations, comme le sabotage de la voie ferrée Poitiers-Limoges près de Fleuré (nuit du 23 au 24 juin), ou de renseignement : deux SAS partent observer le tunnel de chemin de fer de Saint-Benoît le 27, mais sont faits prisonniers le 29. Ils sont torturés et interrogés par la Gestapo. Au total, du 10 juin au 23 juillet, les SAS sabotent des voies ferrées en quinze endroits, la route nationale 10 au sud de Vivonne et la route nationale 147 est minée entre Limoges, Poitiers et Angers. Le commando réussit aussi quelques attaques d’opportunité : la nuit du 12 au 13 juin, le lieutenant Crisp, exécuté par la suite, pose des mines sur la RN 147 dans la forêt du Défens, juste avant le passage de la division Das Reich.

## L’attaque du camp de la forêt de Verrières
Le SD, service de sécurité de la SS, est informé de l’existence d’un camp SAS en forêt de Verrières. Le 1er juillet, des agents sont envoyés pour localiser exactement le camp, et une force est rassemblée afin de préparer l’attaque, autour d’un bataillon de réserve de la 17e division SS, basé à Bonneuil-Matours. Tonkin avait passé la journée du 2 juillet à chercher l’emplacement convenant à un nouveau camp. Il retourne au camp de Verrières tôt le matin du 3,. À l’aube, l’artillerie allemande commence à bombarder le camp, ce qui laisse le temps aux SAS de s’organiser en petits groupes pour percer les lignes allemandes. Les combats durent jusqu’à 14 h, puis les Allemands poursuivent les SAS qui fuient dans la forêt. Un groupe de 31 SAS qui s’était échappé en suivant une piste forestière tombe dans une embuscade et est capturé. L’officier commandant le groupe, le lieutenant Tomos Stephens, est battu à mort par un officier allemand. Le capitaine Tonkin profite de la confusion pour revenir au camp et détruire du matériel et des documents du chiffre. Encerclé, il réussit à se cacher jusqu’à la dispersion des troupes allemandes. Parmi les maquisards français qui appuyaient les SAS, sept résistants sont capturés et fusillés. Un SAS est tué durant les combats. 
Les SAS, pris en uniforme pour la plupart, ainsi que le pilote d’un avion de l’US Air Force abattu derrière les lignes allemandes et conduit aux SAS par la Résistance, auraient dû être traités en prisonniers de guerre  mais pas les SAS Français après l'armistice du 22 juin 1940, ils sont considérés comme terroristes. Mais un ordre secret de Hitler datant de 1942 demande l’exécution immédiate des commandos et parachutistes pris derrière les lignes. Après une discussion pour savoir si ce sont les SS ou la Wehrmacht qui doivent se charger de l’exécution, c’est finalement à la seconde qu’échoit cette responsabilité. Le 7 juillet, les 28 prisonniers SAS survivants, les deux SAS faits prisonniers à Saint-Benoît, et le lieutenant Bundy, pilote de l’US Air Force, sont emmenés en  forêt de Saint-Sauvant, où ils creusent trois fosses communes, puis sont fusillés et enterrés à l’aube. Trois SAS blessés et hospitalisés sont exécutés par une injection mortelle.

## Fin de la mission
Tonkin et les SAS survivants se regroupent et poursuivent leur mission à partir d’un camp situé à Lésignac, commune de Luchapt. Ce camp est situé dans une zone contrôlée par le maquis français. Il dispose d’une excellente zone de parachutage, qui permet de recevoir des approvisionnements interrompus depuis la mi-juin, en quatre parachutages réussis du 13 au 18 juillet. En effet, douze missions de ravitaillement prévues de la mi-juin à la mi-juillet ont été annulées ou ont échoué (mauvais temps, non-localisation de la zone, etc.). Les SAS reçoivent un dernier ravitaillement dans la nuit du 28 au 29 juillet.
L’ordre d’interrompre les opérations est reçu le 24 juillet : la relève est assurée par l’opération Moses (Moïse), attribuée aux Français du 3e SAS,. Un terrain convenable est localisé à Haims : une piste de 1 300 m y est aménagée, en utilisant les Jeeps tractant des engins agricoles prêtés par des agriculteurs des environs. Enfin, deux Lockheed Hudson du squadron 161 atterrissent dans la nuit du 6 au 7 août : ils déposent onze SAS français et du ravitaillement, et embarquent vingt SAS survivants (trois restent pour accompagner sept pilotes américains acheminés par la Résistance jusqu’au commando, et évacués par l’US Air Force peu après).

## Bilan de la mission - suites du massacre
Les objectifs de la mission ont été atteints : outre les différentes opérations de sabotage, les renseignements collectés par les SAS ont permis de bombarder un train de carburant destiné à la 2e division SS Das Reich, ce qui pénalise gravement ses déplacements et donc sa capacité offensive par la suite. L’opération Bulbasket a retardé son arrivée en Normandie jusqu’à la fin du mois de juin, soit un gain de trois semaines par rapport à son arrivée prévisible. La division Das Reich est responsable de 448 morts à Figeac, du massacre de Tulle (99 pendus le 9 juin et 213 morts au total), du massacre d'Oradour-sur-Glane (642 morts le 10 juin) et de nombreux autres massacres et exécutions arbitraires, dont celle de l’agent Violette Szabo.
En représailles à la mort du lieutenant Stephens (l’exécution des SAS en forêt de Saint-Sauvant n’est connue qu’en décembre), le camp du bataillon de la 17e division SS est bombardé le 14 juillet. Établi dans des baraquements à Bonneuil-Matours, il est la cible d’un raid de quatorze Mosquitos du 140e Wing, escortés de douze P-51 Mustang du 65e squadron.
En décembre 1944, des hommes travaillant en forêt de Saint-Sauvant découvrent une zone où la terre a été remuée et des branches brisées. La gendarmerie nationale est prévenue, et les corps des SAS et du pilote américain sont exhumés à partir du 18 décembre, portant leurs uniformes et pour deux d’entre eux, leur plaque d’identification. Un autre corps est identifié par son nom, inscrit dans sa veste d’uniforme. Le corps du lieutenant Bundy portait des vêtements civils. Leurs dépouilles sont déplacées et à nouveau ensevelies au cimetière de Rom avec les honneurs militaires. Le corps du lieutenant Stephens, battu à mort, est enterré au cimetière de Verrières. Les corps des trois SAS tués sur leur lit d’hôpital n’ont pas été retrouvés, mais une plaque a été posée en leur mémoire au cimetière de Rom, à proximité des tombes des SAS.
En 1947, les officiers allemands de la Wehrmacht commandant les unités qui ont fusillé les SAS, le général Curt Gallenkamp, le général Koestlin (colonel au moment des faits) et le capitaine Schoenig, ont été jugés par un tribunal militaire britannique. Pour crime de guerre, le général Gallenkamp est condamné à mort, mais la peine de pendaison est commuée en emprisonnement à vie ; le colonel Koestlin est condamné à la prison à perpétuité, et le capitaine Schoenig à cinq ans de prison. Tous ont été libérés dans les années 1950.

## Sources et bibliographie
- Christian Richard, 1939-1945 : la guerre aérienne dans la Vienne, Geste éditions, 2005, 348 p. (ISBN 2-84561-203-6)
- Roger Picard, La Vienne dans la guerre 1939/1945 : la vie quotidienne sous l’Occupation, Lyon : Horvath, 1993. 264 pages.  (ISBN 2-7171-0838-6), page 207
- (fr) Michael Richard Daniell Foot, Des Anglais dans la Résistance. Le Service Secret Britannique d'Action (SOE) en France 1940-1944, annot. Jean-Louis Crémieux-Brilhac, Tallandier, 2008,  (ISBN 978-2-84734-329-8) /  (EAN 9782847343298). Traduction en français par Rachel Bouyssou de (en) SOE in France. An account of the Work of the British Special Operations Executive in France, 1940-1944, London, Her Majesty's Stationery Office, 1966, 1968 ; Whitehall History Publishing, in association with Frank Cass, 2004.
- (en) Michael E Haskew, Encyclopaedia of Elite Forces in the Second World War, Barnsley, Pen and Sword, 2007, 192 p., relié (ISBN 978-1-84415-577-4)
- (en) Max Hastings, Das Reich : The March of the 2nd SS Panzer Division Through France, June 1944, Londres, Pan Macmillan, 2009, 308 p., poche (ISBN 978-0-330-50998-5)
- (en) Andrea Molinari, Desert Raiders : Axis and Allied Special Forces 1940-43, Oxford, Osprey Publishing, 2007, poche (ISBN 978-1-84603-006-2, LCCN 2007280007)
- (en) James Shortt et Angus McBride, The Special Air Service, Oxford, Osprey Publishing, 1981, 48 p., poche (ISBN 978-0-85045-396-6)
- (en) Leroy Thompson, SAS : Great Britain's Elite Special Air Service, Osceola, Zenith Imprint, 1994, 128 p. (ISBN 978-0-87938-940-6, LCCN 94032039)
- (en) Paul McCue, SAS Operation Bulbasket, L. Cooper, Londres, 1996,  (ISBN 0-85052-489-X), 245 p., 16 pages de planches